# .rw
.rw (Inglês: Rwanda) é o código TLD (ccTLD) na Internet para a Ruanda.